# Bolívar (Valle del Cauca)
Bolívar es un municipio localizado en la región centro-norte del departamento del Valle del Cauca cuyo territorio se extiende desde la Cordillera Occidental en límites con el Chocó hasta el valle geográfico del Río Cauca. Dista unos 161 km de Cali, la capital del departamento. 

## Historia de Bolívar

### Historia contemporánea
El municipio de Bolívar vivió su época dorada a partir de la década los años cincuenta la cual se extendió aproximadamente hasta la segunda mitad de los años ochenta gracias a la alta producción de café (conocida como la bonanza cafetera) en la zona rural de la cordillera Occidental(corregimientos de Primavera, Naranjal, Betania y La Tulia principalmente) y a los cultivos de algodón, sorgo y soya en las afueras de la cabecera municipal, en la zona plana del valle geográfico del río Cauca. También ha sido importante la cría de ganado vacuno, equinos, porcinos, caprinos, entre otros. La actividad agrícola hizo de Bolívar un importante centro económico donde se desarrolló el comercio, adquiriendo importancia la compra de café, millo, solla, algodón, entre otros productos.
Pasó pues de una actividad primaria a una más evolucionada. El desarrollo comercial se hizo manifiesto con la apertura de varios almacenes de ropa y de calzado, de productos veterinarios y agropecuarios, tiendas de granos y abarrotes, carnicerías, panaderías, cafeterías, fuentes de soda, discotecas, etc. Cobró gran importancia la plaza de mercado a donde llegaban infinidad de productos agrícolas procedentes tanto de su zona rural como de otros municipios cercanos, cuya actividad principal se llevaba a cabo los días lunes. Se abrieron sedes bancarias importantes como el Banco Cafetero, la Caja Agraria y algo muy significativo pues la cabecera municipal de Bolívar no contaba en ese entonces con más de dos mil habitantes.
A finales de los años ochenta y sobre todo a inicios de los noventa la crisis comenzó a dar señales con el cierre de muchos de los establecimientos comerciales y del Banco Cafetero. En la actualidad solo queda el Banco Agrario (antigua Caja Agraria). Esta crisis fue debida en gran parte a las políticas de apertura económica implementadas por el gobierno colombiano a partir de la década de los noventa, en donde los agricultores colombianos se han visto desprotegidos frente a la avalancha de productos agrícolas importados que resultan más baratos que los producidos dentro del mismo país.
El golpe de gracia a la economía del municipio lo dio la pavimentación y apertura a comienzos de la década de los noventa de la vía panorama que hizo de Bolívar un pueblo de paso. En la actualidad, para sus habitantes es más económico comprar en ciudades como Tuluá, Cali, Cartago o Pereira dadas las ofertas de los grandes centros comerciales y las facilidades de transporte.
Es de anotar que hasta comienzos de la década de los noventa viajar desde Bolívar hacia otras ciudades era toda una odisea gracias a la falta de vías pavimentadas y por supuesto de rutas de transporte; en ese entonces para viajar a otras ciudades era necesario ir hasta Roldanillo o Zarzal para acceder a las rutas hacia las principales ciudades. Los "buses escalera" más conocidos en el Valle del Cauca como "chivas" o "líneas" fueron junto con los jeep Willis medios de transporte muy importantes de la época, sobre todo en su zona rural y en la ruta de la vía Panorama que hasta ese entonces solo se encontraba pavimentada hasta el sitio Media Canoa (municipio de Yotoco).
La crisis del agro que ha afectado fuertemente a esta población junto con otros municipios del Norte y el Centro del Valle del Cauca a partir de la década de los noventa, se manifiesta en un índice alto de desempleo que ha estimulado la migración de muchos de sus habitantes hacia otras ciudades del país y hacia el extranjero, muchos de los cuales se han visto obligados a regresar debido a las crisis económicas a nivel internacional.
Actualmente la zona plana del municipio de Bolívar está cultivada de frutales como la papaya, la piña y el melón. Uno de los cultivos que está entrando con fuerza en la región es el de la caña de azúcar, que para muchos puede ser una de las causas más importantes de desempleo en la región, dado que dicho cultivo no requiere de mucha mano de obra. En la actualidad los terratenientes prefieren arrendar sus tierras a los cultivadores de caña que sembrarlas ellos mismos dados los costos tan altos de producción y a la falta de subsidios que garanticen la siembra de cultivos que generen empleo.
Otra de las causas de desempleo en esta localidad y otros municipios en la región es la falta de industria. Bolívar no ha tenido establecimientos industriales importantes en su territorio y los productores agrícolas de la región nunca se adaptaron a los retos agroindustriales de la actualidad, por lo que los productos son procesados en otros municipios que si cuentan con esta infraestructura.

### La Fundación
La fundación de la población de Bolívar se remonta al periodo precolombino y se cree que fue establecida sobre un antiguo caserío habitado por la población nativa conocida por los cronistas españoles como "Indios Gorrones" cuyo territorio se extendió aproximadamente desde el municipio de Ansermanuevo al norte del actual departamento del Valle del Cauca hasta los alrededores del municipio de Vijes hacia el sur del mismo departamento, sobre la banda izquierda del río Cauca.
El nombre de este antiguo caserío era el “Pueblo del Pescado” que muy probablemente es aquel descrito por Cieza de León en sus crónicas y cuya toponimia se conservó hasta el año de 1884 cuando la población dejó de llamarse “pescador” y pasó a ser el municipio de Bolívar, siendo segregada de Roldanillo. En este lugar, durante el periodo colonial, el pueblo de indios del Pescado pasó a ser una de las encomiendas otorgadas por los Conquistadores españoles y que hasta ese entonces estuvo en jurisdicción de Roldanillo.
Una descripción acerca del Pueblo del Pescado en el siglo XVI la da el cronista de la conquista española Cieza de León:"En la barranca del río está un pueblo no muy grande porque con las guerras pasadas se perdió y consumió la gente de él que fue mucha. De una gran laguna que está pegada a este pueblo, habiendo crecido el río, se hinche, la cual tiene sus desaguaderos y flujos, cuando mengua y baja, matan en esta laguna infinidad de pescado muy sabroso, que dan a los caminantes, y contratan con ello en las ciudades de Cartago y Cali y otras partes. Sin lo mucho que ellos dan y comen, tienen grandes depósitos de ello seco para vender a los de las sierras, y grandes cántaros de mucha cantidad de manteca que del pescado sacan"
Alrededor de la encomienda de Indios, que se localizaba en el actual sitio conocido como Plaza Vieja (sobre la actual salida desde Bolívar hacia Roldanillo)se fueron estableciendo numerosas familias blancas que fueron conformando la población que hoy es Bolívar y que en un principio fue llamada "Pescador" y cuyo río tutelar aún conserva dicho nombre.
Bolívar al inicio era llamado Santa Ana del Pescador, su territorio es en su mayoría montañoso hasta descender al valle del río Cauca. Fue fundado en 1567 en tierras de los indios Gorrones, lo que lo hace uno de los municipios más antiguos del Valle del Cauca.
Los antioqueños llegaron a finales del siglo XIX huyendo de la violencia en su región y ocuparon las ´partes montañosas del norte y centro del Valle, en algunos Lugares de la parte rural de la cordillera de Bolívar hablan todavía con el acento "paisa", que se ha extendido por el flujo continuo de habitantes del Risaralda y Caldas hacia el Valle del Cauca.
Así mismo participaron de la colonización de estas tierras familias Cundinamarquesas y Boyacenses, que se fundieron con la población autóctona vallecaucana.
A la ciudadanía se agregó una minoría de origen indio autóctono que se mezcló en las décadas con el cepo de origen criollo, perdiendo totalmente sus tradiciones y hábitos. Sólo una mínima parte resiste, manteniendo sus costumbres, en la parte fronteriza con el Chocó.

### "El Divino"

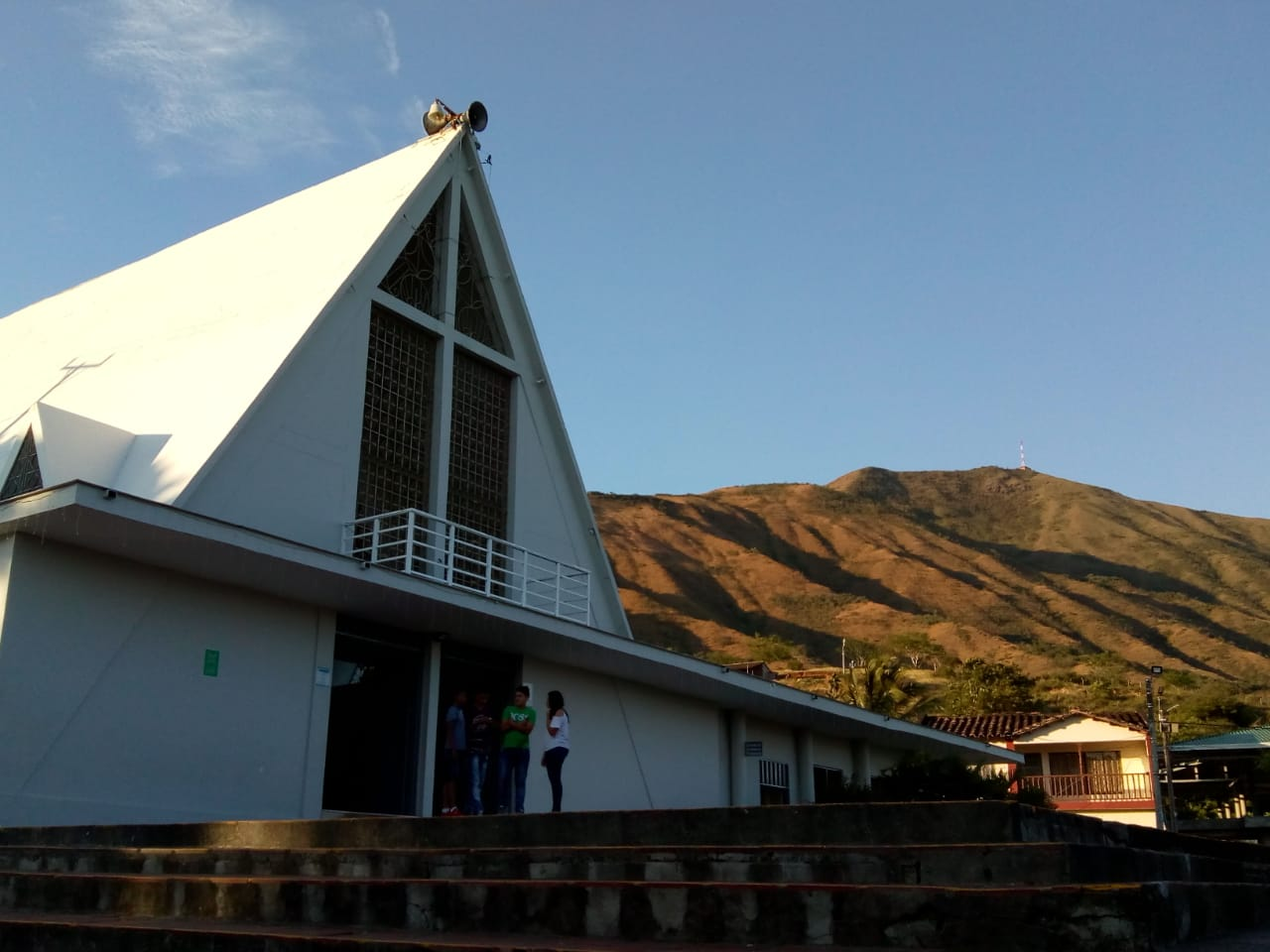
Iglesia del Divino Ecce Homo en Ricaurte.

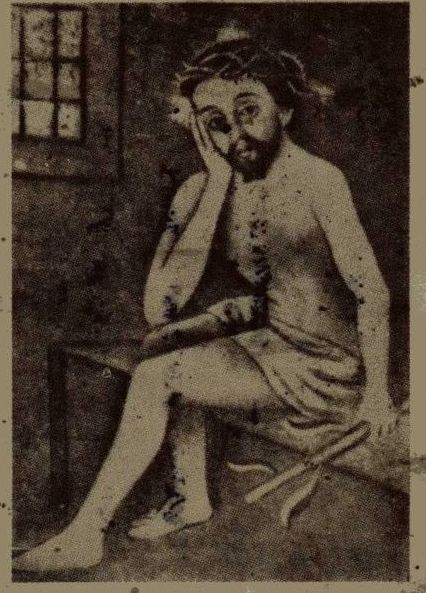
El Divino Ecce Homo.

En el corregimiento de Ricaurte se encuentra el santuario de El Divino Ecce Homo, el cual fue inmortalizado por la novela "El Divino" de Gustavo Alvarez Gardeazabal. En este lugar se venera la imagen del Divino Ecce Homo. Algunos dicen que es un retrato de Jesús pintado por un esclavo negro en el fondo de una batea de madera usada para lavar oro.
Los fieles y, sobre todo, los viejos del pueblo dicen que la tablilla al inicio reflejaba una mancha con una indefinida forma antropomorfa. Ciertamente, con los años, la figura adquiría forma y los sombras se marcaban dándole una fisionomía.
Al inicio la tablilla, siempre según los viejos del pueblo, era diminuta y crecía con el tiempo, los malignos afirman en vez que era el cura a cambiarla por la noche. Algunos días, afirman los fieles, el cuerpo del Jesús de la tablilla era marcado de heridas rojas de sangre. La creencia es que aquellas heridas son por el mal del mundo.
La imagen muestra a Jesús en una especie de mazmorra, afligido y con la cabeza apoyada sobre su brazo, el cual está sostenido en el aire, mientras sus piernas están ligeramente cruzadas. La tradición afirma que la imagen ha ido descruzando sus piernas por sí sola, este hecho "milagroso" atrae anualmente cientos de turistas. Los creyentes aseguran que la imagen original tenía los pies cruzados (y por ende el brazo estaba apoyado en ellos) y que cuando los tenga completamente descruzados, será señal inequívoca del fin del mundo.
Una leyenda dice, que un señor rico donó al cuadro un marco precioso de plata en cambio de un milagro recibido (marco que tiene aún hoy). La tablilla fue dada a un carpintero del pueblo para montarla... Él para encajarla en el marco le cortó un pedazo de madera de la parte inferior, cortando al mismo tiempo un pedazo del pie izquierdo del Jesús de la tablilla. Poco tiempo pasó y al carpintero le vino una gangrena al pie izquierdo que le fue amputado después.
Como hecho particular, el corregimiento de Ricaute tiene una importante densidad de personas con Síndrome X frágil (más de cuarenta personas para un pueblo de mil habitantes), lo cual ha sido típico en el pueblo, al punto de tener una escuela dedicada a estas personas, a pesar del evidente subdesarrollo del corregimiento. Un estudio de la Universidad del Valle determinó que el fenómeno es eminentemente producto de la herencia de las familias más tradicionales del pueblo.

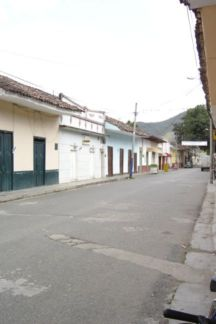
Calle de Bolívar.

## Límites
- Al norte con los municipios de El Dovio y Roldanillo.
- Al sur con el municipio de Trujillo.
- Al oriente con los municipios de Zarzal y Bugalagrande.
- Al Occidente con el departamento del Chocó.

## División Político-Administrativa
Además de su Cabecera municipal. Bolívar tiene bajo su jurisdicción los siguientes Centros poblados:

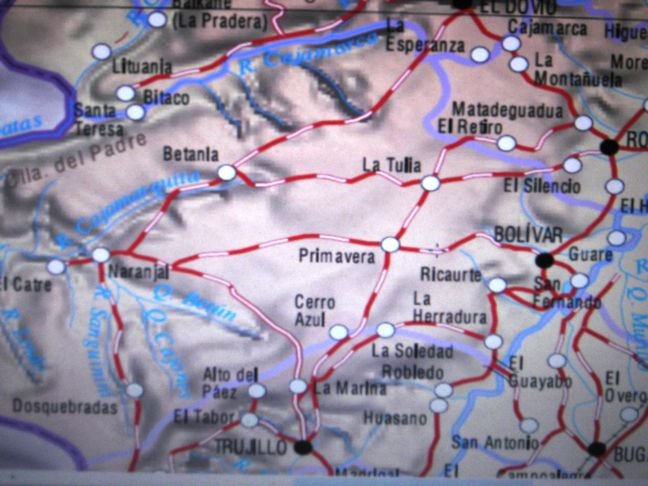
Mapa de la región.

- Aguas Lindas
- Betania
- Cerro Azul
- La Herradura
- Ricaurte
- La Tulia
- Naranjal
- Primavera
- Ricaurte

- San Fernando

## Educación
El municipio de Bolívar cuenta con distintas instituciones educativas, entre las cuales se destacan la I.E. Manuel Dolores Mondragón de la cabecera municipal y las instituciones rurales de Naranjal, Primavera, La Tulia, Betania y Cerro Azul. Por su cercanía a la ciudad de Tuluá, a escasos treinta minutos por tierra, los pobladores del municipio de Bolívar tienen la posibilidad de estudiar en la Unidad Central del Valle UCEVA o en la Universidad del Valle sede Tuluá. Así mismo, otras opciones de estudios profesionales y técnicos son ofrecidas por la Universidad del Valle sede Zarzal (municipio a veinte minutos de Bolívar) y por el Instituto Técnico y Profesional INTEP de Roldanillo localizado a tan solo diez minutos de la cabecera municipal de Bolívar. Es importante resaltar que el SENA de las Ciudades de Tuluá y Buga son de gran demanda entre la población de este municipio, incluso impartiendo algunos de sus programas dentro de la misma población.

## La Mina
Bolívar tiene, cosa poco nota, la única mina de magnesita de sur america, dos contando Centroamérica, mineral muy precioso pues es muy raro. La mina es dirigida por la empresa Magnesios Bolivalle.

## El embalse
En Bolívar se localiza el eje del Sistema de Abastecimiento Regional de Agua Potable del Norte del Valle del Cauca Sara Brut.
El Acueducto Regional SARA-BRUT se empieza a construir en el año 2000. Se denomina SARA que corresponde a las iniciales de Sistema de Abastecimiento Regional de Agua, y BRUT, por la iniciales de Bolívar, Roldanillo, La Unión y Toro, se termina de construir en el año de 2003 y entra en operación en enero del año 2004. El sistema SARA BRUT, inicialmente contaba con un componente de generación eléctrica, pero finalmente fue declarada desierta la licitación. Al ser declarada desierta la licitación del componente energético, se adicionan al proyecto los municipios de Zarzal, La Victoria y Obando, además del corregimiento de Ricaurte, perteneciente al municipio de Bolívar.
Para la operación del Sistema SARA BRUT, se cuenta con equipos y tecnologías de última generación, como lo es el sistema SCADA, el cual permite ver en tiempo real con el soporte de telemetría, la situación y comportamiento de las presiones caudales y porcentajes de posición de las válvulas, así como la operación remota de estas. La longitud de la conducción es de aproximadamente 88,000 metros en diámetros que van desde 36 pulgadas hasta 4 pulgadas. El Embalse tiene un espejo de agua de 115 hectáreas y su profundidad es de 42.50 metros, allí se almacenan cerca de 17.7 millones de metros cúbicos de agua cruda, las cual es llevada a cada una de las plantas de tratamiento de agua potable de los municipios. El embalse se denomina "GUACAS" por estar ubicado en la vereda Guacas del corregimiento de Primavera, municipio de Bolívar Valle.

## Cultura

### Comidas Típicas
Como alimentos especiales de la región se encuentran el Sancocho de Gallina, las rellenas, las empanadas, los chorizos y marranitas, el dulce de Breva, el desamargado, tamales, manjar blanco, los cuaresmeros de Ricaurte, las Torrejas, etc.
Estos productos aunque se encuentran en otras regiones son tradicionales en la localidad, sin embargo hay unos productos que se pueden considerar netamente típicos del pueblo como son los Aconfitados, el dulce de bidanca, los dulces de cebo, las empanadas de cambray, lo cuaresmeros que se fabrican de forma diferente a otros sitios del país, está también el dulce de birimbí, el vino artesanal fabricado con la fórmula de Don Onofre, estos son productos que solo se consiguen en esta localidad y son reconocidos por locales y visitantes de otras regiones.
En cuanto a la gastronomía Bolívarense, la Fundación Cultural "VID DE ORO", todos los SÁBADO SANTO, realiza el FESTIVAL DE LOS ANTOJOS VID DE ORO, el cual propende por rescatar y mantener las delicias de la cocina Bolívarense, este se hace en el parque principal de Bolívar.

### Religión
La mayoría de sus habitantes profesan la fe cristiana católica, seguida por otros movimientos cristianos. Bolívar tenía ya desde los años setenta una comunidad petencostal estable y hoy son diferentes los grupos presentes en el territorio.

### Personas destacadas
Gustavo Contreras es un compositor, arreglista, productor y científico de esta localidad que se volvió famoso en el año 2016 por su tema el gallo-M4 y por sus aportes en la psicología y teoría curricular.
José Joaquín Muriel Duque, fue el fundador de la casa de la cultura del municipio. Apoyaba eventos como lo era el encuentro de bandas, donde se reunían bandas de todos los municipios y se realizaba el festival exhibiendo su cultura.[cita requerida]
Roberto Guevara Jiménez: Nació en Guare, hijo de Rafael Guevara Useche y Otilia Jiménez Lasso. Primer presidente del Honorable Concejo Municipal en 1958. Como Personero, junto con Diputado Marco Tulio Muriel Duque, en 1961 coadyuvaron para el funcionamiento del Colegio Manuel Dolores Mondragón, participó en Club de Leones, Casa de la Cultura, Hogar Infantil, Club Real Bolívar. Secretario Asamblea Departamental 1982.(Hector Arias, Historia Municipio de Bolívar 1535-2002,p 104-195)

## Turismo

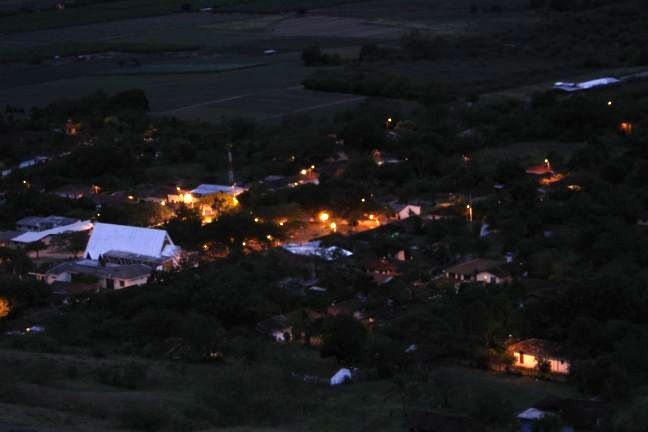
Panorama de Ricaurte de noche.

Bolívar tiene muchos puntos importantes de visita. La arquitectura es de tipo colonial, sus calles están especialmente diseñadas en forma de cuadrícula donde la plaza principal es el atractivo principal. La cabecera municipal cuenta con un par de buenos hoteles donde relajarse y descansar, cuenta con sitios campestres dotados de kiosko, piscina, zonas verdes y canchas donde recrearse, restaurantes de buena calidad y precios accequibles. Para las compras hay numerosos almacenes de artesanías y bordados.
En el corregimiento de Ricaurte (Valle del Cauca), a cinco minutos de carretera está "El Divino", a esta población fue inspirada la novela del escritor Gardeazabal y la homónima novela en televisión. Es una interesante visita que se puede definir de tipo antropológico. La gente es amena y dispuesta a la charla.
En Ricaurte son famosas las panelitas de leche, los cuaresmeros que son galletas rústicas de maíz fabricadas artesanalmente en horno de barro. Hasta hace un par de años era el centro de los cultivos de frutas tropicales como piña, papaya, melón, etc.
En zona rural, en la montaña encontramos sitios tan especiales como los corregimientos de Primavera, Naranjal, Cerro Azul, La Tulía, Betania donde el paisaje cambiante a medida que va cruzando la cordillera occidental encuentra fique, cactus en el bosque subxerofítico y a menos de 10 minutos cambia totalmente el territorio donde está adornado de flores y diversidad de cultivos, además deleitarse con la panorámica del Valle de río Cauca que esta como telón adornando como fondo en los miradores naturales que se encuentran en el recorrido.
La iglesia del corregimiento de Betania fue construida en el año de 1916. Fue restaurada conservando el diseño original de enchapes en madera y recubrimiento externo en latón. Las gradas conservan los grabados típicos de andenes y pasajes de los pueblos de la colonización antioqueña de principios del siglo XX.
El embalse de Guacas, reservorio de agua para el Sistema SARA BRUT, es un lugar donde se puede observar diversa fauna, la cual se ido localizando en el ecosistema creado artificialmente.
En la zona de cordillera existen diversos alojamientos rurales, en los cuales podemos desconectarnos del mundo y recargarnos de energía vital.
El mayor atractivo de Bolívar es la tranquilidad, donde la calma reina pues hay muy pocos carros y el ruido es mínimo, el aire y el agua es puro, hay contacto directo con la naturaleza donde puede salir tranquilo a caminar, montar en bicicleta, trotar, montar a caballo, nadar en el río, es el sitio ideal para quien viene de la ciudad y quiere descansar.

## Servicios públicos
- Energía Eléctrica: Celsia, es la empresa prestadora del servicio de energía eléctrica.[7]
- Gas Natural: Gases de Occidente es la empresa distribuidora y comercializadora de gas natural en el municipio.